# Pedro Camejo
Pedro Camejo é um município da Venezuela localizado no estado de Apure.
A capital do município é a cidade de San Juan de Payara.